# E-generator
E-generator — российское рекламное агентство, специализирующееся на маркетинговых коммуникациях, а также одноимённый медиахолдинг, объединяющий это агентство и другие профильные интернет-активы. Основным акционером компании с декабря 2004 года является инвестиционный холдинг ФИНАМ.
Входящая в компанию новостная сеть СМИ2 — в десятке самых популярных интернет-СМИ России по версии LiveInternet, она имеет месячную аудиторию 11—15 млн посетителей. Месячная аудитория другого ключевого актива предприятия — социальной платформы «МирТесен» — составляет около 12 млн посетителей, она объединяет более 16 млн пользователей.
Совокупная выручка холдинга по итогам 2015 года составила около $6,5 млн.

## Холдинг
E-generator был основан в мае 2002 года в Новосибирске учёным-физиком Юрием Белоусовым и главой местной кондитерской компании «Росси» Юрием Шишкиным как общество с ограниченной ответственностью (ООО). С 2004 года работает в Москве.
Ныне оно на 55 % принадлежит инвестиционному холдингу ФИНАМ, ещё 25 % находятся у генерального директора этого ООО Юрия Белоусова. Оставшиеся 20 % распределены долями по 5 % среди миноритариев, топ-менеджеров компании — Виктора Захарченко, Алексея Шапиро, Марии Рубцовой (директор АМК «Е-генератор») и Павла Власова-Мрдуляша (директор СМИ2).

## АМК «Е-генератор»

### Технология
Агентство маркетинговых коммуникаций (АМК) «Е-генератор» позиционируется как интерактивное творческое агентство, специализирующееся на онлайн-краудсорсинге — генерации идей путём проведения в Сети групповых мозговых штурмов на гонорарной основе. Это, по оценке журнала «Коммерсантъ-Деньги», «один из самых старых российских краудсорсинговых сервисов».
Его работа организована на принципах открытых инноваций и аутстаффинга. После подписания договора агентства с заказчиком формируется бриф (заявка), она вывешивается на сайте для зарегистрированных в системе авторов-фрилансеров (около 60 тыс. человек). Сгенерированные ими в ответ идеи проходят редакционную редактуру, отсеивающую около 90 % из них (их заказчик тоже может при желании посмотреть). Параллельно каждый участник получает от экспертов агентства баллы рейтинга от 1 до 10. В процессе генерации идей, который обычно занимает две недели, клиент может корректировать описание заявки, направляя ход мыслей генераторов. Глава филиала АМК «Е-генератор» в Новосибирске Светлана Миронова, однако, констатировала в 2011 году:

Опыт показывает, что большинство заказчиков не готовы самостоятельно профессионально обработать тысячи поступающих идей, а так как речь идёт о творческих идеях, то автоматизировать этот процесс невозможно.

Так или иначе, после отсева клиент выбирает вариант-победитель. Автор этого варианта получает основной гонорар (и 20 баллов), остальной фонд делится между занявшими призовые места. Непринятые варианты уходят в банк идей, за их просмотр тоже выплачиваются проценты авторам. С каждым участником системы (помимо нематериального стимулирования в виде рейтинга) подписывается договор, причём автор всегда может посмотреть, за что именно ему пришли деньги: за участие, за просмотр в банке идей, за победу и др. Как правило, это небольшие суммы, не превышающие нескольких тысяч рублей. Доход агентства составляют 50 % от общей суммы договора с клиентом. Создатель и руководитель АМК «Е-генератор» Юрий Белоусов в интервью журналу Forbes резюмировал:

По сути, мы были первой социальной сетью копирайтеров в России.

### Агентство
Авторы публикуют на сайте только идеи, а за их воплощение берётся само агентство. Костяк команды АМК «Е-генератор» составили члены новосибирских КВН-команд «Квант» и «Конторa братьев Дивановых» (КБрД). В составе компании находятся селлинговое подразделение, продакшн-студия и исследовательский центр. Первоначальную известность АМК «Е-генератор» принесла успешная генерация предвыборного слогана для КПРФ — «Мы изменили себя, не изменяя Родине».
В дальнейшем наиболее востребованными оказались заказы на нейминг, слоганы и, в целом, на корпоративную айдентику, а также идеи сувениров, анимированных открыток, рекламных роликов, сериальных сценариев, BTL-мероприятий и др. Среди клиентов компании — Unilever, «Яндекс», «Лаборатория Касперского», Русская служба Би-би-си, «СТС Медиа», Toyota Motor Europe, Volkswagen Group, X5 Retail Group, Mail.Ru Group, «Мамба», «Инмарко», Министерство образования и науки России и др.
Получившими широкую известность идеями «Е-генератора» стали название для запущенной Mail.ru сети микроблогов «Футубра» и USB-рюмка, позволяющая совместно распивать алкогольные напитки по Интернету. В июле 2010 года на телеканале «Эксперт-ТВ» состоялся премьерный показ созданного агентством сатирического мультсериала «Бизнес по-русски».
Поскольку технология функционирования АМК «Е-генератор» (краудсорсинг) предполагает формирование обширного банка идей, оказавшихся сиюминутно невостребованными, но имеющими рыночный потенциал, с сентября 2004 года агентство приступило к выпуску периодического издания «Альманах идей», а с ноября 2006 года — одноимённого софта (совместно с журналом «Индустрия рекламы»). Отмечалось, что только за первые полтора года работы в банке идей оказалось более 50 тыс. единиц креатива, за четыре года — 118 тыс. готовых рекламных идей, а за десять лет последних накопилось более 260 тыс..
Руководитель новосибирского представительства АМК «Е-генератор» Светлана Миронова, подытоживает:

В Рунете есть тысячи талантливых людей, которых интересует творческая работа, позволяющая «размять мозги». Краудсорсинг даёт такую возможность, поэтому, однозначно, потенциал у этого метода есть. Однако далеко не все компании готовы экспериментировать.

### Рейтинги
С 2005 года компания ежегодно составляет «Российский рейтинг креативности» рекламных агентств. Он формируется на основе мест, занятых этими компаниями на различных российских и международных фестивалях рекламы (ММФР, «Идея!», «ADCR Эwards», Golden Drum, Eurobest, Epica и Cannes Lions), причём в расчётах учитывается как относительный вес того или иного фестиваля, так и вес номинации в нём и занятое место.
С 2007 года исследовательский центр агентства проводит и непериодические прикладные исследования медиасферы по актуальным общественно-политическим вопросам. В частности, известность получили результаты сравнительного исследования 25 ведущих политиков России, рейтинг русофобии иностранных СМИ и анализ освещения ими связанной с Россией политической повестки дня, а также рейтинг отношения российских СМИ к Западу.

### Награды
| · Московский международный фестиваль рекламы (ММФР) |  | 1-е место в номинации «Этикетка и упаковка» (2003) 3-е место в номинации «Реклама в Интернете. Корпоративный сайт» (2003)                                       |
| · Национальный фестиваль рекламы «Идея!»            |  | 2-е место в категории «Аудиореклама» (2003) 3-е место в категории «Интернет-реклама» (2005).                                                                    |
| · Ежегодный конкурс профессионалов рекламы «Профи»  |  | 2-е место в номинации «Реклама товара» (2004) |
| · Сетевой конкурс Российский онлайн-ТОР++ (РОТОР++) |  | 1-е место в номинации «Интернет-сообщество года» (2005) |
| · Всероссийский открытый конкурс «Золотой слоган»   |  | 1-е место в номинации «Лучший интернет-слоган» (2005) |
| · Премия «Интернить»                                |  | 3 место в номинации «Сервисы года» (2005) |
| · Сетевой конкурс Российский онлайн-ТОР (РОТОР)     |  | 1-е место в номинации «Интернет-сообщество года» (2006) 2-е место в номинации «Сетевой сервис года» (2007) 1-е место в номинации «Интернет-магазин года» (2009) |

### Спецпроекты
PolonSil.ru
В мае 2007 года E-generator запустил социально-медицинский проект — социальную сеть DrugMe.ru, посвящённую здоровому образу жизни. Участники этого сообщества могут публиковать описания своих недугов и сообща искать способы решения проблем, делиться опытом, оставлять отзывы о медучреждениях, следить за публикациями по выбранным темам (в том числе смежным — физиотерапии, косметологии, физкультуре и спорту и др.). В 2011 году эта соцсеть была переименована в PolonSil.ru, а в январе 2013 года — перенесена на платформу «МирТесен» и слита с ней.
Voobrazhala.ru
В марте 2009 года агентством был представлен сервис-мастерская по превращению детских фантазий в мягкие игрушки — Voobrazhala.ru. Его основной аудиторией стали родители, желающие воплотить персонажей рисунков своих детей. Чтобы игрушка наверняка понравилась ребёнку, его ещё на этапе рождения идеи просят не только нарисовать своё животное, но и продумать его образ в целом — кличку, еду, занятия, происхождение, предпочтения и проч.
На пошив каждой такой игрушки отводится неделя после получения отсканированного или сфотографированного детского «эскиза». Обязательное условие проекта — идея персонажа должна быть авторской, а не клонированием уже известных образов из мультфильмов. Позже сайт Voobrazhala.ru был признан «интернет-магазином года» на конкурсе РОТОР-2009. В рамках проекта создан детский мультсериал «Вообразавры», его героями стали игрушки, созданные по детским рисункам.
Совладелец холдинга и руководитель его контент-проектов Виктор Захарченко ещё в 2008 году отмечал в интервью журналу «Секрет фирмы»:

E-generator давно уже сам превратился в нечто вроде инкубатора, с тем отличием, что там развивают не чужие идеи, а свои.

## СМИ2
Проект СМИ2.ру был запущен в августе 2006 года как социальная новостная сеть формата веб 2.0 — аналог Digg и reddit. Помимо пользовательских публикаций, на СМИ2 создавался и собственный контент. В 2009 году в рамках проекта появилась и стала развиваться своя рекламно-обменная сеть. В сентябре 2012 года социальная составляющая СМИ2 (база пользователей, на тот момент около 2 млн человек, и технические решения) была интегрирована в «МирТесен», а обменная сеть приобрела демографический таргетинг, усилившись как средство по монетизации трафика для партнёрских СМИ.
В своём нынешнем виде (с марта 2014 года) СМИ2 является контент-агрегатором средств массовой информации, в котором их новости в режиме реального времени автоматически выстраиваются в рейтинги (в том числе тематические и региональные) в зависимости от своей востребованности аудиторией. Проект СМИ2 входит в топ-10 самых популярных интернет-СМИ России по версии LiveInternet, имея месячную аудиторию 11—15 млн посетителей.
По данным газеты «Ведомости», среди партнёров площадки — большинство крупных СМИ и медиахолдингов России. СМИ2 обеспечивает более 3 млн переходов на их сайты ежедневно. База партнёров — около 8 тыс. отобранных вручную изданий, а ежемесячный охват аудитории по состоянию на начало 2016 года составляет 25 млн человек.

## «МирТесен»
Проект был запущен во второй половине 2007 года как геолокационная социальная сеть. Он объединил участников по географическому принципу на технологической основе Google Maps, на картах которой отображено их положение. В марте 2008 года соцсеть «МирТесен» была приобретена холдингом ФИНАМ (на тот момент её сообщество насчитывало около 320 тыс. человек), а осенью 2012 года — оказалась в числе ключевых проектов холдинга E-generator, став партнёром СМИ2 и АМК «Е-генератор», сменив команду разработчиков и концепцию.
Ныне «МирТесен» — конструктор тематических сайтов и рекомендательное сообщество их авторов, заинтересованных в полезном контенте и собеседниках по конкретным темам. Совокупная месячная аудитория проекта (по состоянию на начало 2016 года) составляет около 11 млн посетителей, он объединяет более 16 млн пользователей.

## АОП «Поручено»
В сентябре 2007 года дочерним проектом холдинга E-generator стало Агентство особых поручений (АОП) «Поручено» — специализированная служба по выполнению любых не связанных с риском для здоровья исполнителей, нарушением закона и морально-этических норм поручений заказчика в физически удалённых от него регионах (например, другом городе).
Основой сети исполнителей стало уже существовавшее сообщество фрилансеров АМК «Е-генератор». Первоначально их откликнулось около 300 человек в 140 городах, через год — в более чем 800 городах, в 2010 году — в 1380 городах России и мира. Позже у агентства появились и постоянные представительства в Санкт-Петербурге, Новосибирске и Перми, а также на Украине, в Узбекистане, Чехии и КНР.
Заказчиками АОП выступают как физические, так и юридические лица. Среди основных видов оказываемых им услуг — поиск, закупка и доставка товаров (в том числе контрольная закупка в конкретном месте), фотографирование объектов (например, недвижимости), встречи на вокзалах и в аэропортах, сопровождение оттуда до названного адреса, сбор справок, участие в тендерах и аукционах, торговое представительство и др.